# Rue Jules-Vallès (Nantes)
La rue Jules-Vallès est une voie de Nantes, en France.

## Situation et accès
Située dans le quartier Dervallières - Zolaa rue Jules-Vallès, elle relie la rue Charles-Brunellière à la rue Mathurin-Brissonneau, est bitumée et ouverte à la circulation automobile.

## Origine du nom
Elle rend hommage à Jules Vallès (1832-1885), journaliste, écrivain et homme politique français d'extrême gauche.

## Historique
Jusqu'au XVIIIe siècle, la zone où se trouve l'actuelle rue n'était pas urbanisée ; arrosée par la Chézine, se tenait la propriété dite le « pré l'Évesque » ou « pré Levesque ». L'extension vers l'ouest du port de Nantes entraîne la construction d'habitations, notamment à l'ouest de la « rue de Launay » (aujourd'hui rue Charles-Brunellière).
La voie a porté le nom de « rue Biaise », car, jusqu'en 1899, elle formait avec le sud de l'actuelle rue Mathurin-Brissonneau un angle droit en son milieu puis, le 12 juillet 1928, le conseil municipal décide de lui donner le nom de rue Jules-Vallès.  

## Bâtiments remarquables et lieux de mémoire

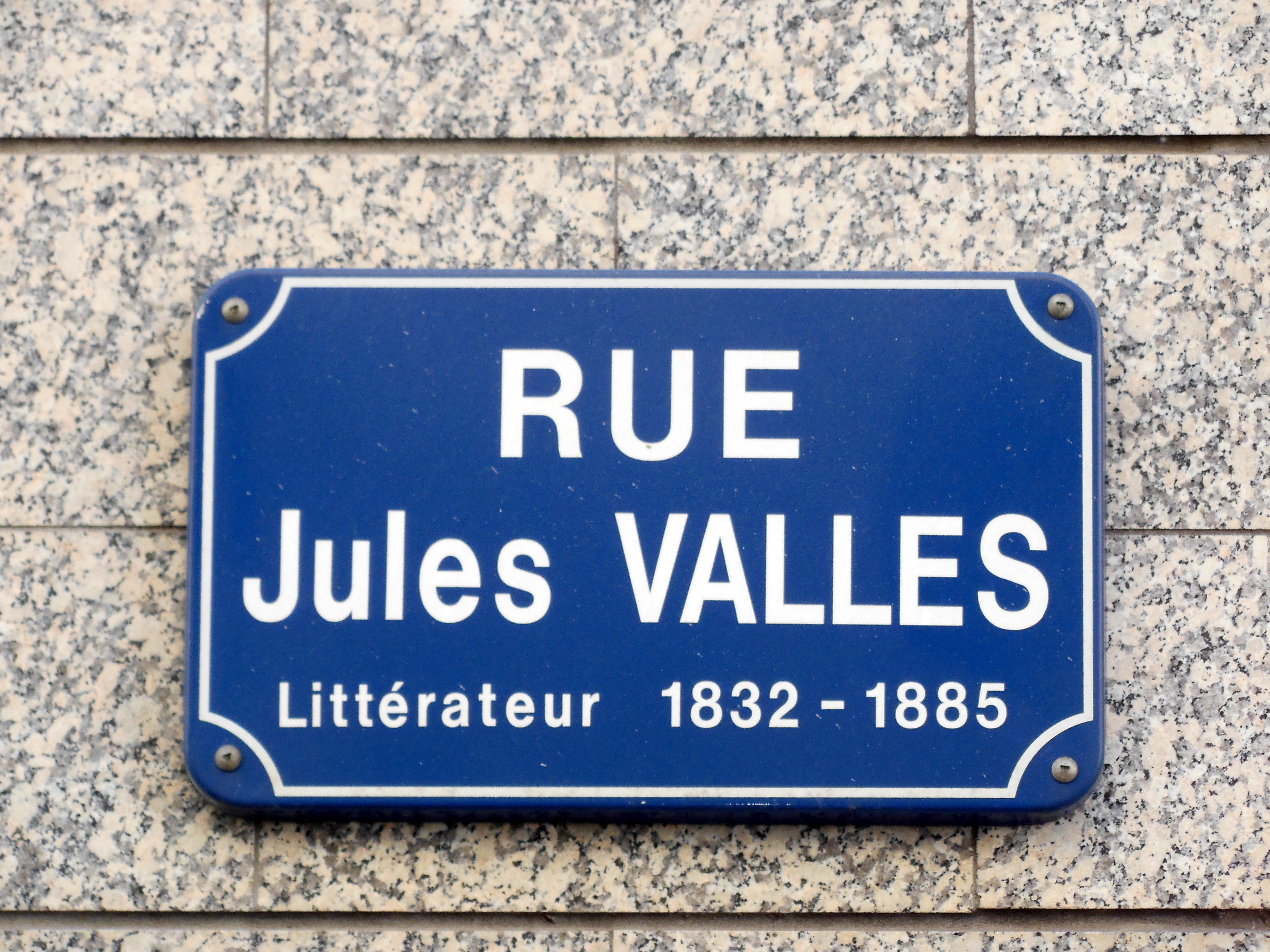
Panneau